# Clemens Wenger

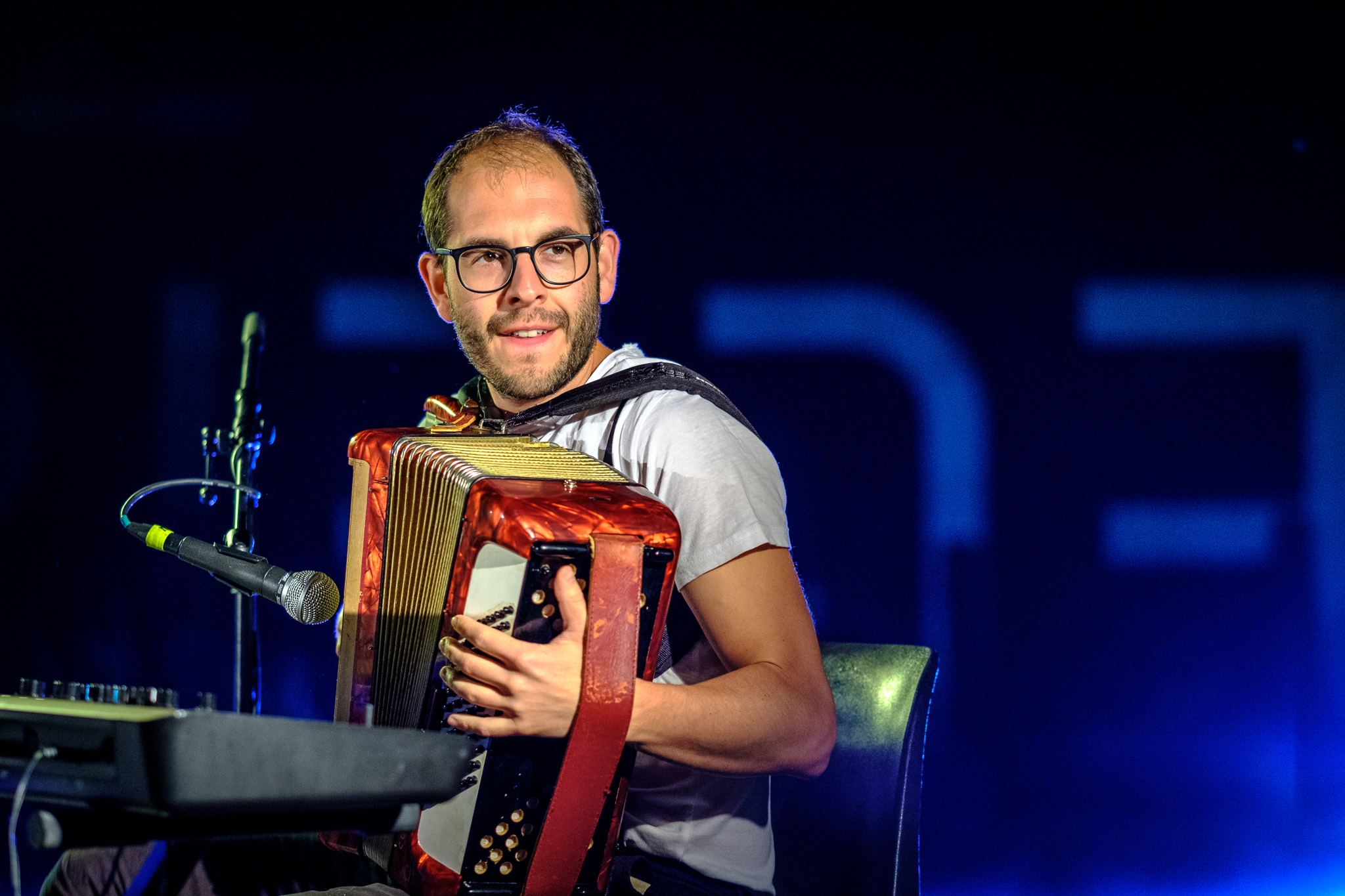
Clemens Wenger mit 5/8erl in Ehr’n (OKH Vöcklabruck-OpenAir 2017)

Clemens Wenger (* 1. Juni 1982 in Krems) ist ein österreichischer Musiker (Piano, Akkordeon, Live-Elektronik, Komposition), der zunächst im Bereich des Jazz hervorgetreten ist.

## Leben und Wirken
Wenger studierte von 2000 bis 2005 bei Paul Urbanek am Gustav-Mahler-Konservatorium Jazzpiano sowie bis 2006 Jazztheorie und Komposition bei Ed Partyka am Konservatorium Wien. An der Donauuniversität Krems absolvierte er das Masterstudium "Music for Film&Media". Im Laufe des Studiums lernte er Clemens Salesny, Wolfgang Schiftner, Daniel Riegler, Bernd Satzinger und Peter Rom kennen, mit denen er 2004 den Verein JazzWerkstatt Wien mit einem dazugehörenden gleichnamigen Label gründete. Er spielte in den Gruppen von Bumi Fian/Clemens Salesny, Max Nagl, Valérie Sajdik, Georg Breinschmid und Maja Osojnik, mit denen er auch Alben einspielte. Daneben war er auch bei Ausseer Hardbradler und Studio Dan aktiv und ist mit der Wiener Soulband 5/8erl in Ehr’n erfolgreich. Er trat beim Moers Festival, dem Internationalen Jazzfestival Saalfelden, dem Jazzfest Wiesen, dem Salzburger Jazz-Herbst, dem Inntöne Festival und dem Jazz Fest Wien auf. Weiterhin hat er mit Wolfgang Reisinger, Andy Manndorff, Gerald Preinfalk, Sibylle Kefer und Willi Resetarits gearbeitet.
Mit dem Trio nee. kundschaftete Wenger die Mikrotonalität auch in seinen Kompositionen aus (The Truth Is on Fire, 2012). Für das Jazzorchester Vorarlberg schrieb er das Werk Morphing (2014). Mit Willi Landl und dem JazzWerkstatt Wien New Ensemble führte er 2015 sein Stück Hotel Metropole auf. 2016 erschien sein erstes Solo-Album Neapel. Mit Mira Lu Kovacs präsentierte er 2019 das Programm The Urge of Night beim Festival Glatt & Verkehrt.

## Preise und Auszeichnungen
Wenger erhielt 2001 beim Austrian Young Lions Award den zweiten Preis. Im Jahr 2006 wurde er sowohl mit dem Fidelio-Preis des Wiener Konservatoriums als auch (gemeinsam mit der JazzWerkstatt Wien) als „Newcomer of the Year“ mit dem Hans-Koller-Preis ausgezeichnet. Mit 5/8erl in Ehr’n erhielt er 2012, 2013, 2015 und 2018 viermal einen Amadeus Austrian Music Award. Sein Album Neapel kam (in der Kategorie „Grenzgänge“) auf die Longlist beim Preis der deutschen Schallplattenkritik. 2019 wurde ihm der Anerkennungspreis des Niederösterreichischen Kulturpreises in der Kategorie Musik zuerkannt.

## Diskographische Hinweise
- Clemens Salesny/Clemens Wenger Die wilden Jahre (2005)
- Max Nagl / Clemens Wenger / Herbert Pirker Market Rasen (2006)
- Die Strottern & Jazzwerkstatt Wien Elegant (2009)
- Die Strottern & Jazzwerkstatt Wien Wo fangt’s an (2015)
- Clemens Wenger & Studio Dan Strings Neapel (2016)
- Mira Lu Kovacs & Clemens Wenger The Urge of Night (2019)
- 5/8erl in Ehr´n Yeah Yeah Yeah (2020)
- Physics of Beauty (Jazzwerkstatt Wien 2020)